# Ацтекський свисток смерті

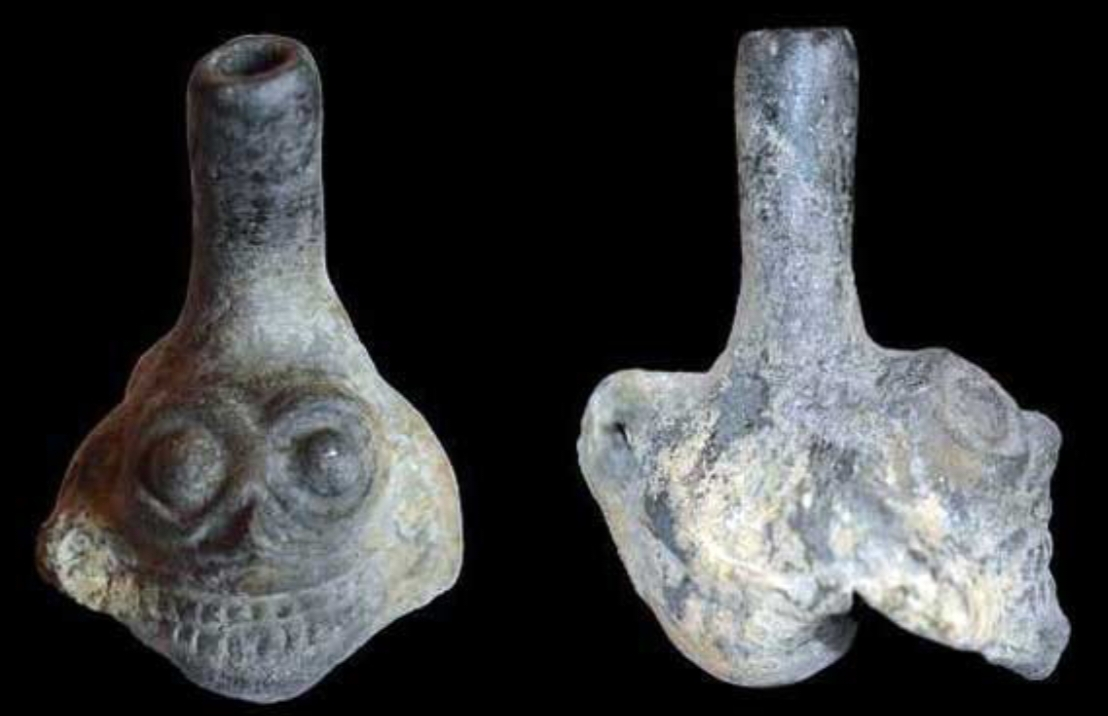
Ацтекський свисток смерті

Ацтекський свисток смерті — це археологічна знахідка, яка належить до культури ацтеків, що існувала в Центральній Мексиці до іспанського завоювання. Цей предмет, що представляє собою свисток, часто асоціюється з ритуалами і церемоніями ацтеків.

## Опис
Ацтекський свисток смерті — це малий музичний інструмент, виготовлений з кераміки або каменю. Його форма може варіюватися, але часто він має вигляд людської голови або інших фігур, що мають зображення особливих символів. Свисток має кілька отворів, які при видуванні через них створюють звуки. Інструмент виготовлявся з високою майстерністю і часто прикрашався складними орнаментами.

## Історичне значення
Ацтекський свисток смерті використовувався в ритуалах і церемоніях, пов'язаних з релігійними практиками ацтеків. Його звук часто асоціювався з ідеями смерті та духовного світу. Існує теорія, що свисток міг використовуватися для створення особливої атмосферної обстановки під час ритуальних обрядів або як частина певних магічних практик.

## Відкриття і дослідження
Перші знахідки ацтекських свистків були зроблені археологами під час розкопок на території Мексики. Дослідження цих предметів дало цінну інформацію про культові практики ацтеків і їхню релігійну символіку. Вивчення свистків проводилося як в рамках археологічних експедицій, так і в музеях, де зберігаються ці артефакти.